# Cyrtodactylus buchardi
Cyrtodactylus buchardi es una especie de gecos de la familia Gekkonidae.

## Distribución geográfica yhábitat
Es endémica del sur de Laos. Su rango altitudinal oscila entre 90 y 300 m s. n. m..